# Bemowo (Ścinawka Górna)
Bemowo (niem. Gut Hauptmannshof) – część wsi Ścinawka Górna w Polsce, położona w województwie dolnośląskim, w powiecie kłodzkim, w gminie Radków.
W latach 1975–1998 Bemowo administracyjnie należało do województwa wałbrzyskiego.
Nazwa Bemowo została nadana na cześć Józefa Bema - wodza powstania listopadowego.